# Musée d'Art Miyanomori
Le musée d'Art Miyanomori est un musée d'art moderne et d'art contemporain inauguré à Hokkaido au Japon en avril 2006.

## Présentation
Le musée d’Art Miyanomori est le plus grand musée d’art contemporain d’Hokkaido qui présente la scène internationale et japonaise contemporaine.

## La collection
Ce musée possède la plus grande collection de Christo et Jeanne-Claude en Asie et Océanie. Il possède quelque 3 000 photographies de l'artiste Daido Moriyama qui ont été prises depuis les années 1950. Il présente l’art japonais moderne et contemporain des années 1950 à 1970. Font également partie de la collection des œuvres des artistes Lucio Fontana, Frank Stella, Jasper Johns, Saito Yoshishige, Lee Ufan, Guillaume Bottazzi, Sadamasa Motonaga, Takeo Yamaguchi (en), Kumi Sugai.

## Expositions
- Christo et Jeanne-Claude, 2006–2007, rétrospective[1].
- Kenji Yanobe, 2007, exposition.
- Chu Enoki, 2008, exposition[2].
- Daido Moriyama, 2009, exposition[[3].
- Guillaume Bottazzi, 2011, exposition et commande d’une œuvre sur les façades extérieures du musée [4], en partenariat avec l'ambassade de France au Japon[5].

## Publications
- MORIYAMA Daido NOTHERN Production : Miyanomori Art Museum. Editeur : Akio Nagasawa Publishig. 2009, tirage unique, 24 pages, édition limitée (2 000 exemplaires). Format : In-folio (54,5 x 40,5 cm).
- CHRISTO / JEANNE-CLAUDE. Works and Projects 1958-2006 Production : Miyanomori Art Museum, 2006. Editeur : SAPA. 52 pages. Format : (21 x 30 x 0,5 cm). Catalogue de l'exposition-rétrospective tenue en 2006-2007 au musée d'art de Miyanomori, qui retrace la carrière du couple russo-français de 1958 à 2006.
- MORIYAMA Daido NOTHERN2 Production : Miyanomori Art Museum. Editeur : Akio Nagasawa Publishig. 192 pages, format A4. 2010.
- MORIYAMA Daido NOTHERN3 Production : Miyanomori Art Museum. Editeur : Akio Nagasawa Publishig. 2011.